# درخت بخشنده

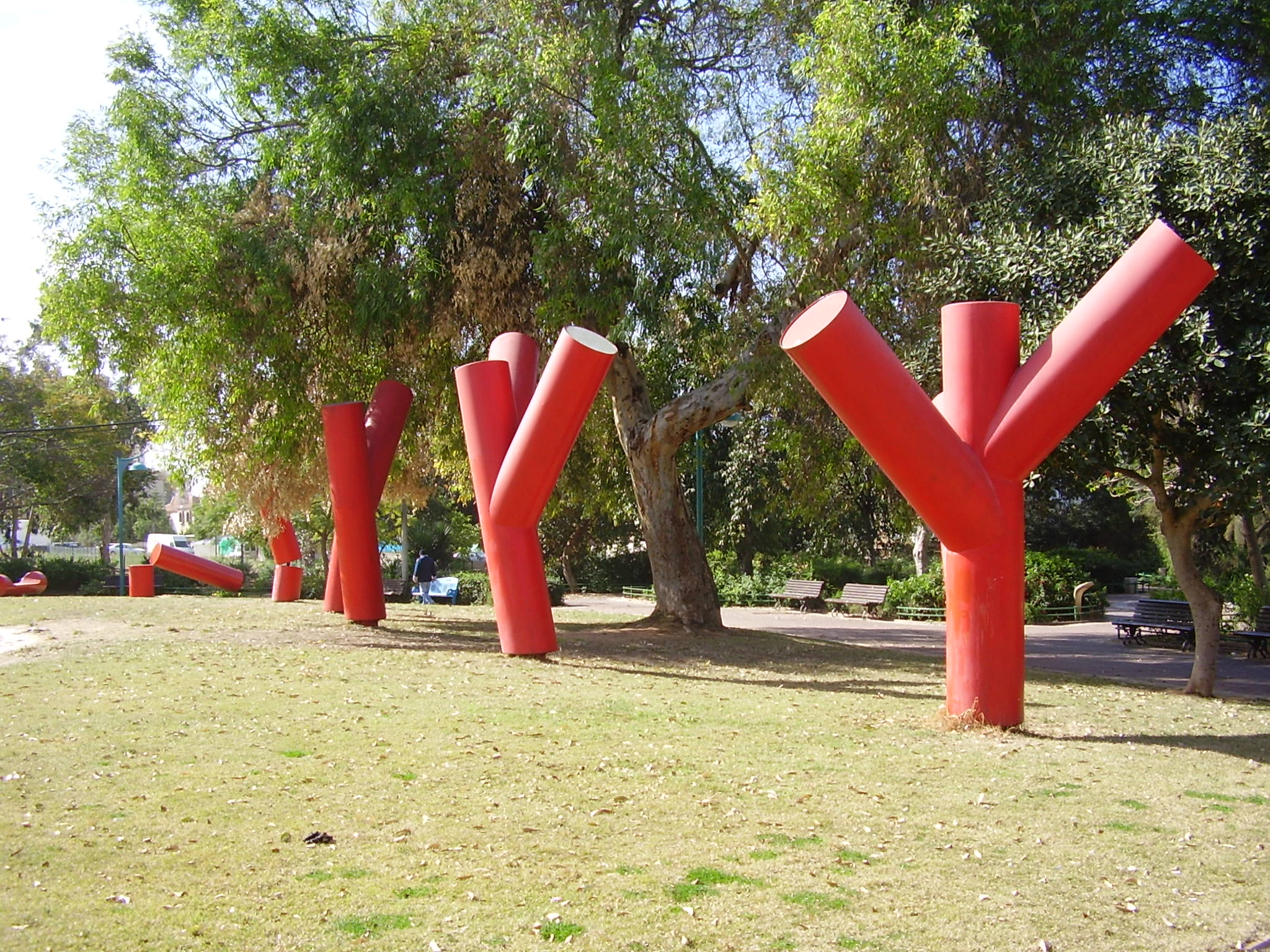
باغ درخت بخشنده در هولون اسرائیل

درخت بخشنده(انگلیسی: The Giving Tree) کتاب مصور مخصوص کودکان نوشتهٔ شل سیلورستاین است که خود او نیز آن را تصویرسازی کرده‌است. این کتاب اولین بار در سال ۱۹۶۴ توسط انتشارات هارپر اند راو منتشر شد. درخت بخشنده به یکی از شناخته‌شده‌ترین کتاب‌های سیلوراستاین تبدیل شد که به زبان‌های مختلف ترجمه شده‌است. بااین‌حال درخت بخشنده را از حاشیه‌دارترین کتاب‌های ادبیات کودکان دانسته‌اند. مشاجره بر سر این است که آیا رابطه درخت و پسرک مثبت است (یعنی درخت برای پسرک ایثارگری می‌کند) یا منفی (یعن پسرک از درخت سوء استفاده می‌کند).

## درون‌مایه
سیلور استاین شهرت خویش را به عنوان نویسندهٔ ادبیات کودکان مدیون همین کتاب است. درخت بخشنده داستانی است دربارهٔ یکی که می‌بخشد و دیگری که می‌ستاند. داستان در مورد درختی ست که سایه، میوه، شاخه و حتی کنده اش باعث شادی پسرکی می‌شود.

## برگردان فارسی
این کتاب از مترجمان مختلف به فارسی ترجمه شده‌است. برخی از این برگردان‌ها در زیر آمده‌است.
- سیلورستاین، شل (۱۳۸۳). درخت بخشنده. ترجمهٔ سیما مجیدزاده. مشهد: گل آفتاب. شابک ۹۶۴۵۵۹۹۳۲۶.
- سیلورستاین، شل (۱۳۸۵). درخت بخشنده. ترجمهٔ هایده کروبی. تهران: انتشارات فنی ایران. صص. ۳۶. شابک ۹۶۴۳۸۹۱۷۳۹.
- سیلورستاین، شل (۱۳۸۷). درخت بخشنده. ترجمهٔ مونا ماشی. تهران: ماشی. شابک ۹۷۸۶۰۰۹۰۶۰۱۸۴.
- سیلورستاین، شل (قم). درخت بخشنده. ترجمهٔ کمال برزگر بفرویی. 1390: فراکاما. صص. ۵۲. شابک ۹۷۸۶۰۰۹۲۴۱۳۰۹. تاریخ وارد شده در |سال= را بررسی کنید (کمک)
- سیلورستاین، شل (۱۳۹۲). درخت بخشنده. ترجمهٔ امیرحسین مهدی‌زاده. تهران: نشر نو. صص. ۵۸. شابک ۹۷۸۹۶۴۷۴۴۳۷۸۴.
- سیلورستاین، شل (۱۳۹۲). درخت بخشنده. ترجمهٔ کمال مرادی. تهران: پلک. صص. ۱۰۴. شابک ۹۷۸۹۶۴۲۸۶۲۲۹۰.
- سیلورستاین، شل (۱۳۹۳). درخت بخشنده. ترجمهٔ صفورا نراقی. تهران: البرز فر دانش. صص. ۴۴. شابک ۹۷۸۶۰۰۲۰۲۲۶۲۲.
- سیلورستاین، شل (۱۳۹۱). درخت بخشنده. ترجمهٔ هرمز ریاحی. تهران: انتشارات خروس. صص. ۵۸. شابک ۹۷۸۶۰۰۹۴۵۳۹۲۴.